# Župna crkva sv. Martina (Dugo Selo)
Župna crkva sv. Martina (Dugo Selo), rimokatolička crkva u mjestu i općini Dugo Selo, zaštićeno kulturno dobro.

## Opis dobra
Župna crkva sv. Martina biskupa nalazi se u središtu Dugoga Sela, uz glavnu prometnicu koja povezuje gradove Zagreb i Vrbovec. Izgrađena je 1900. godine prema nacrtima arhitekta Hermana Bolléa. To je neogotička trobrodna građevina tlocrtno u obliku latinskoga križa. Bočni zidovi crkve poduprti su kontraforima. Uz glavno pročelje s jugozapadne strane dograđen je pravokutni zvonik zaključen piramidnom kapom, dok se s jugoistočne strane nalazi niži mnogokutni tornjić sa svojstvenom stožastom kapom. Građevina je nadsvođena križno-rebrastim svodom. Cjelokupno uređenje unutrašnjosti (crkveni namještaj i zidni oslik) izveli su zagrebački stolari, kipari i slikari prema nacrtima Hermana Bolléa. S obzirom na izvornu konstrukciju, arhitektonske elemente i stilske detalje, crkva ima kulturno-povijesnu, arhitektonsku i ambijentalnu vrijednost.

## Zaštita
Pod oznakom Z-7363 zavedena je kao nepokretno kulturno dobro - pojedinačno, pravna statusa zaštićena kulturnog dobra, klasificirano kao "sakralna graditeljska baština".